# 望江隧道
望江隧道是杭州市一条穿越钱塘江的河底隧道。隧道北连上城区望江东路，南接滨江区江晖路，位于钱江三桥和钱江四桥之间。望江隧道是杭州落成的第二条城市过江隧道（第一条是2010年底通车的庆春隧道），打通了滨江区与近江、望江、四季青及钱江新城等区域。

## 简介
望江隧道由杭州市钱江新城投资集团有限公司和滨江区政府共同出资建设，中铁第四勘察设计院设计，中铁十四局集团施工。隧道于2015年12月开工。
隧道全长约3.6公里，设计双向四车道，江南沿滨盛路设一对进出匝道，江北在钱江路南设一对平行匝道。隧道主线限速80公里/小时，隧道两端上下坡段限速60公里/小时，钱江路匝道限速40公里/小时，滨盛路匝道限速30公里/小时。隧道开通后将极大地缓解杭州过江的交通压力。
望江隧道于2019年12月15日开始试通车，北岸的钱江路入口匝道和南岸的滨盛路入口匝道暂不开放。

## 事故
2018年11月23日5:30，望江隧道江北工作井南侧20米位置发生局部塌陷，塌陷区域约150平方米，造成望江东路之江路至富春路段通行受到影响，现场无人员伤亡。据专家判断，事故是由于施工收尾时拔出冷冻管，地下承压水击穿上部黏土冻土隔水层，导致地下水渗漏并造成塌陷。